# Surfraw
Surfraw — это интерфейс командой строки в unix-подобных системах, обеспечивающий мгновенный доступ к десяткам полезных поисковых инструментов. Например, вы вводите в командную строку простенький код, содержащий метку интересующего вас поискового инструмента, и сам запрос, в ответ на это открывается браузер (Firefox является браузером по умолчанию), содержащий страницу с результатами поиска. Пример команды:
```
surfraw google -results=10 Surfraw
```

Данная команда выведет результаты поиска в Google по запросу "Surfraw", причём по 10 на странице.
Google включен как один из поисковых инструментов по умолчанию, но есть множество других, включая и Википедию. Кроме этого включены и многие сайты, виджеты интерфейса которых именуются elvis'ами (/usr/lib/surfraw/). Реализована возможность добавлять собственные elvis'ы, или создавать закладки (~/.surfraw.bookmarks). Настройки являются текстовыми файлами unix (/etc/surfraw.conf, ~/.surfraw.conf).
Полезный инструмент, к тому же если учесть, что его пакеты в целом занимают менее одного мегабайта.
Установить Surfraw в debian/ubuntu банально просто:
```
apt-get install surfraw
```